# Fuerzas Tigre (Siria)
Las Fuerzas Tigre o Kahwat Al-Nimr (en árabe: قوات النمر) fue una unidad de las Fuerzas especiales del Ejército Árabe de Siria que funcionaba principalmente como unidad ofensiva en la Guerra Civil Siria. Han sido descritas como un "producto de moda para cualquier ofensiva del gobierno", pero su escaso número (equivalente al de un Batallón) hace que sea difícil utilizarla en varios frentes a la vez.

## Historia
Tras el éxito en sus operaciones en Latakia y Hama, se le encargó al coronel Suheil al-Hassan un proyecto especial por parte del Mando Centras de las Fuerzas Armadas de Siria en el otoño de 2013 mediante el cual crear y entrenar una unidad de fuerzas especiales que funcionaría principalmente como una unidad ofensiva. Así pues, al-Hassan escogió a muchos de los soldados que más tarde formarían las Fuerzas Tigre. La financiación corrió a cargo de Rami Makhlouf, primo e importante inversor de Bashar al-Ásad.
Desde la intervención rusa, estos han proporcionado a las Fuerzas Tigre equipo de infantería, Incluyendo el AK-74M y miras colimadoras 1P87. Además fueron una de las primeras unidades del Ejército Árabe Sirio en desplegar tanques T-90, siendo las otras la 4ª División Acorazada y la Brigada de las Águilas del Desierto. Tras la Quinta Ofensiva de Alepo, las Fuerzas Tigre comenzaron a desplegar Rys LMV suministrados por Rusia; la confirmación visual llegaría después de derrotar al ISIS en el pueblo de Ayn Al-Hanish, en las llanuras de Deir Hafer. El 25 de diciembre de 2015, Suheil al-Hassan fue ascendido a mayor general después de negarse a ser general de brigada del año anterior.

## Organización
La organización de las Fuerzas Tigre es desconocida en su mayor parte, pero ciertos datos ha llegado a la luz pública. La "Brigada de Fuerzas Guepardo", comandada por el Coronel Shadi Isma´el incluye, al menos, a los Equipos 3 y 6. Los soldados del Equipo 6 fueron los primeros que pusieron fin a los 35 meses del sitio de la Base Aérea Militar de Kuweires, mientras el Equipo 3, junto con la Brigada Suqur al-Sahara, completó el cerco del este de Alepo en contra del Estado Islámico.
Una segunda Brigada, conocida como "Fuerzas Pantera", comandada por el Coronel Ali Shaheen, fue redesplegada en Homs tras la batalla de Palmira, y una aparentemente tercera Brigada conocida con el nombre de Al-Hamza. Además, existe el Regimiento de Asalto Ali Taha.
La táctica más famosa y eficaz que usa las Fuerzas Tigre es sondear al enemigo desde múltiples ejes para encontrar un punto débil; después envían una gran fuerza mecanizada a esa zona y toman varias aldeas en un golpe de mano.

### Miembros conocidos
- Suheil al-Hassan: Mayor General de las Fuerzas Tigre.
- Wassim Joulack: Comandante. Muerto el 22 de octubre de 2016 en un altercado en los suburbios de Tartús.
- Razi Luhu: Comandante. Muerto el 29 de agosto de 2017 en los combates al sur de Ghanem Ali.
- Ali Taha: Comandante del Regimiento de Asalto Ali Taha.
- Shadi Isma´el: Coronel y líder de la Brigada de Fuerzas Guepardo.
- Ali Shaheen: Coronel y líder de la Brigada de Fuerzas Pantera.
- Yunus: Coronel.
- Ahmad Haider al-Khatib: Soldado (16 años). Muerto en Alepo el 10 de junio de 2017.
- Karam Dagher: Soldado. Muerto en la ofensiva para el levantamiento del asedio de Deir Ezzor el 3 de septiembre de 2017.
- Nidal Salhab: Soldado. Muerto en la ofensiva para el levantamiento del asedio de Deir Ezzor el 3 de septiembre de 2017.